# Micaela Portilla
Micaela Josefa Portilla Vitoria (Vitoria, 30 de julio de 1922-8 de octubre de 2005) fue una antropóloga, historiadora y pedagoga española, considerada de las más importantes del siglo XX. Fue autora de gran cantidad de estudios y publicaciones, destacando su carácter pedagógico, que compaginó con el de investigadora y divulgadora.

## Biografía
Micaela Portilla realizó sus primeros estudios en el colegio del Niño Jesús de Vitoria y en 1933 pasó al instituto de segunda enseñanza de la misma ciudad.
Estudió Magisterio en 1941 y después la carrera de Filosofía y Letras. Amplió sus estudios en la Universidad Complutense, en la especialidad de Geografía e Historia. En su memoria de licenciatura, en 1954, presentó una obra titulada Torres de Mendozas, Guevaras y Ayalas en Álava, poniendo un punto de partida a sus labores investigadoras posteriores, preludio de su tesis doctoral y una de sus obras fundamentales: “Torres y casas fuertes en Álava” (1977).

### Trayectoria profesional
Fue profesora de Primera Enseñanza en varias localidades de la provincia de Álava: en la escuela de Untzilla (Aramayona) en 1945, después en Zalla (Vizcaya), en Salvatierra y en Vitoria, en cuyo instituto Ramiro de Maeztu fue ayudante de Odón Apraiz. Apraiz la llamaba cariñosamente Zabalate,el nombre vasco del pueblo de Portilla. Durante varios años se sirvió del seudónimo Leocadia Zabalate para firmar colaboraciones periodísticas sobre arte e historia. Como catedrática de Escuelas Universitarias del Profesorado (1956) estuvo en la Escuela Normal (Escuela de Magisterio) de Cádiz, de Vitoria y, finalmente, de Madrid, donde se jubiló en 1987 tras 43 años de servicios.
Micaela Portilla fue directora de la Escuela Normal de Vitoria entre los años 1958-1964. Posteriormente ocupó el cargo de asesora de la Inspección General de Escuelas Normales, desde 1967 hasta 1971. Perteneció a la Real Sociedad Bascongada de Amigos del País (1971), Eusko Ikaskuntza, Comisión Conservadora del Patrimonio Artístico de Álava, Junta Asesora de Museos de la Diputación Foral, Junta Asesora del Patrimonio Monumental de Euskadi y del Consejo General de la Cultura Vasca.También fue académica correspondiente por Álava de las Reales Academias de Bellas Artes (1982) y de la Historia (1988.)
En 1992 la Facultad de Filología, Geografía e Historia de la Universidad del País Vasco propuso su nombramiento como Doctora Honoris Causa. Fue apadrinada por el catedrático de Historia Medieval de la UPV César González Mínguez y el Consejo de Gobierno de la Universidad del País Vasco lo aprobó con los motivos siguientesː

Por su dimensión de historiadora genial, comprometida con la realidad de su entorno y empeñada con todas sus fuerzas, desde que publica su primer trabajo, allá por el año 1958, en recuperar la memoria histórica de Álava, especialmente a través de su patrimonio artístico. Es sin duda, el más importante historiador de Álava de este siglo.
César González Mínguez (Padrino) y Catedrático de Historia Medieval de la UPV.

En 1993, se convirtió en la primera mujer nombrada Doctora Honoris Causa por la Universidad del País Vasco.
En reconocimiento a sus aportaciones etnográficas, en febrero de 2007 la Sociedad de Estudios Vascos (Eusko Ikaskuntza) y la Real Sociedad Bascongada de Amigos del País organizaron un congreso en homenaje a Micaela Portilla, con la participación de la Fundación Sancho el Sabio, la Diputación Foral de Álava y el Ayuntamiento de Vitoria. En el mismo acto hubo exposiciones sobre la autora y varias jornadas de conferencias.
Su trayectoria supuso el impulso para la creación de una escuela de seguidores en la provincia de Álava.
En 2017 se inauguró el Centro de Investigación Micaela Portilla de la UPV/EHU.

## Obra

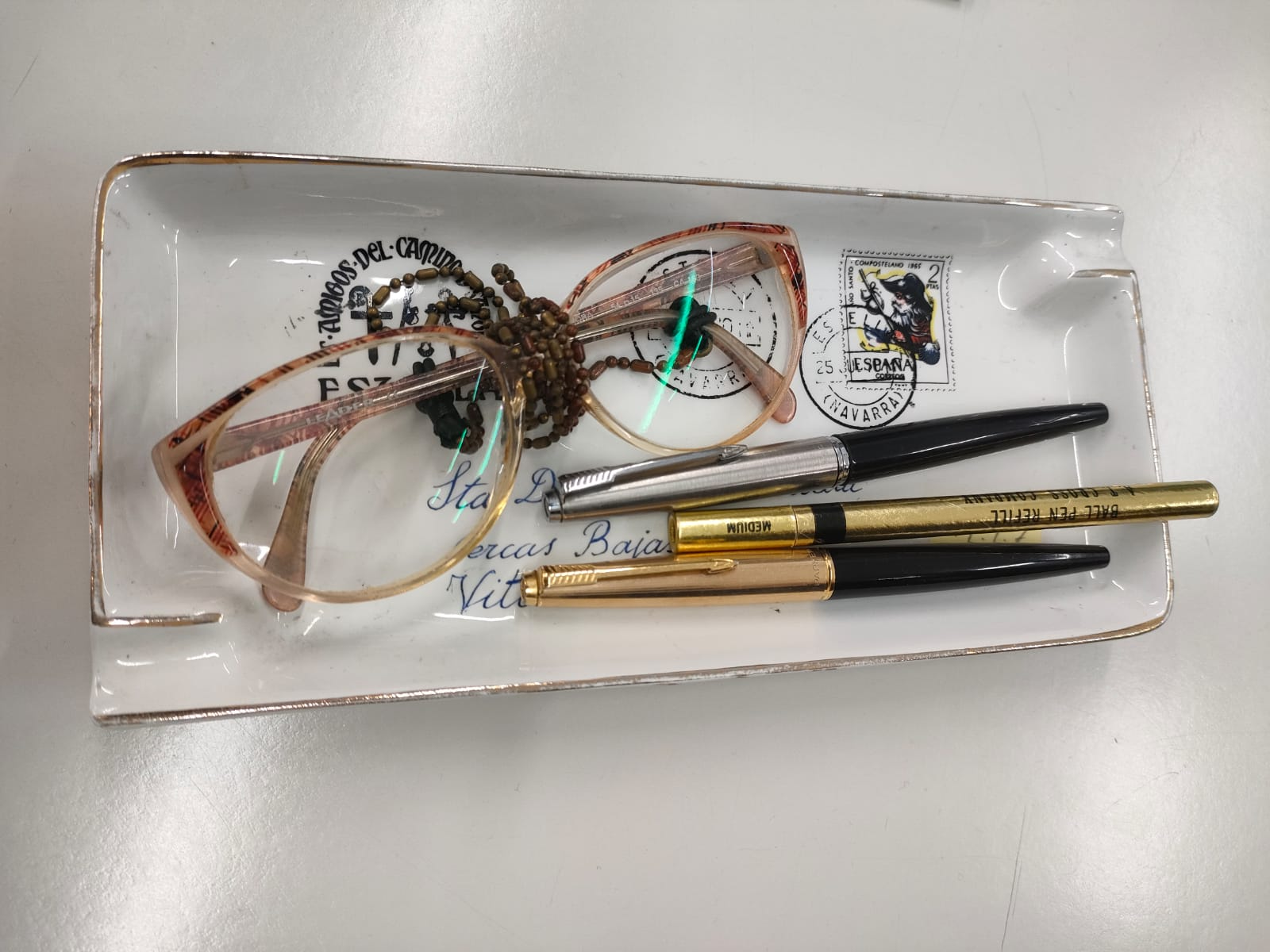
Set de escritura y gafas de Micaela Portilla

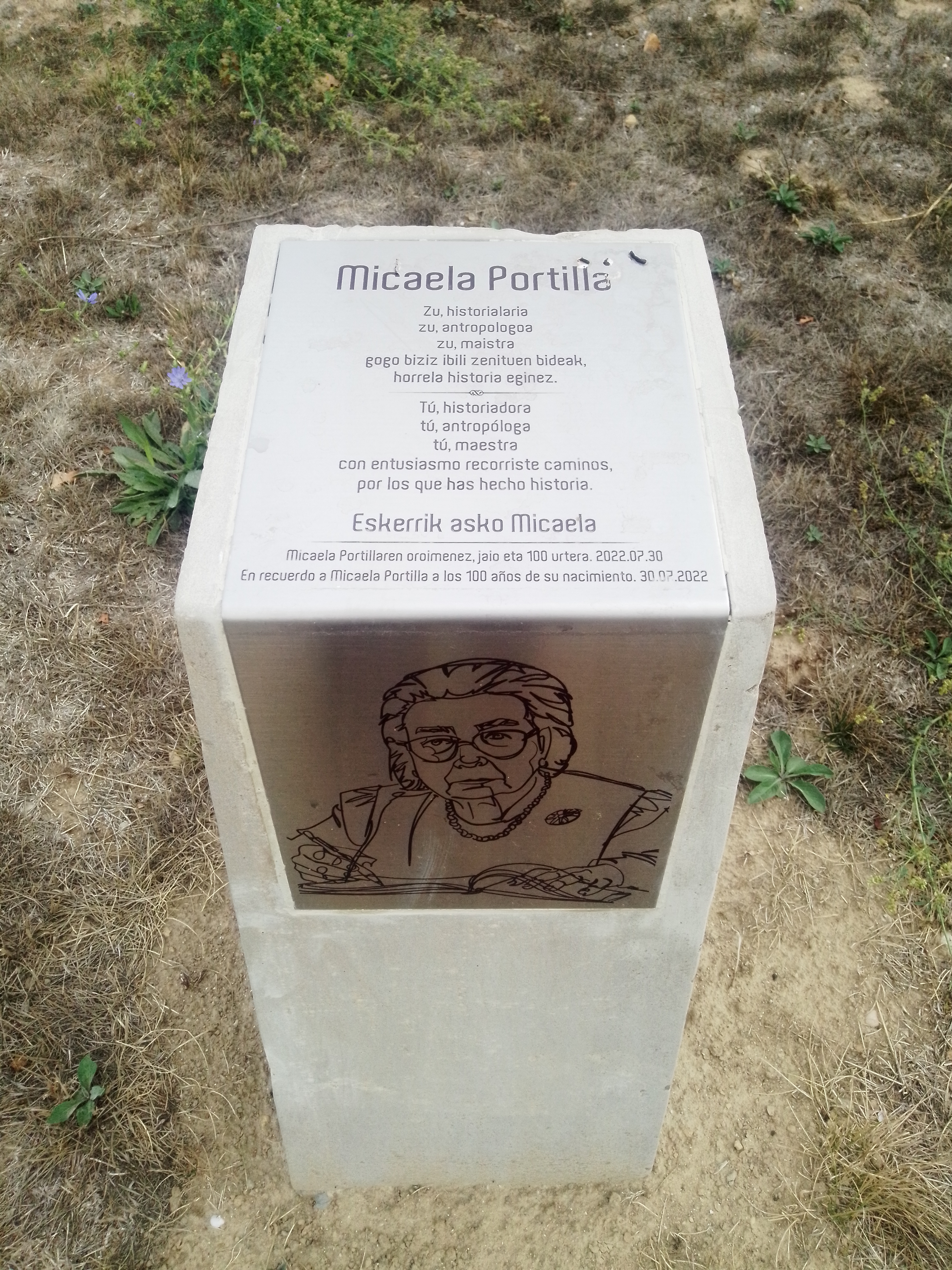
Placa conmemorativa en Fontecha

Gran apasionada de la historia y el arte, la bibliografía de Portilla es inmensa. Es autora de libros de texto escolares; conferenciante, colaboradora de prensa y participante en coloquios y congresos, tanto de carácter divulgativo como científico. Su legado es de miles de páginas y un centenar largo de publicaciones, algunas de las cuales son las siguientes
- Torres de Mendozas, Guevaras y Ayalas en Álava (1954)
- El retablo de San Blas de Hueto Abajo (Álava) (1958)[14]

- Álava (guía turística), Vitoria (1968)[15]
- Torres y casas fuertes de Álava (1978)[16][17]
- Quejana, solar de los Ayalas, Vitoria (1983)[18]
- Las torres de Mendoza y Martioda, Vitoria (1985)[19]
- Vitoria gótica, Vitoria (1986)[20]
- Barría. Ayer y hoy de un monasterio, Vitoria (1987)[21]
- Una ruta europea. Por Álava a Compostela. Del paso de San Adrián al Ebro (1991)[22]
- Catálogo Monumental de la Diócesis de Vitoria (9 volúmenes) (1967-2007).[23]
- Por Álava, a Compostela: una ruta europea: del paso de San Adrián al Ebro (1991).[24]

La Casa de Cultura Ignacio Aldecoa de la Diputación Foral de Álava guarda su fondo y también objetos personales.

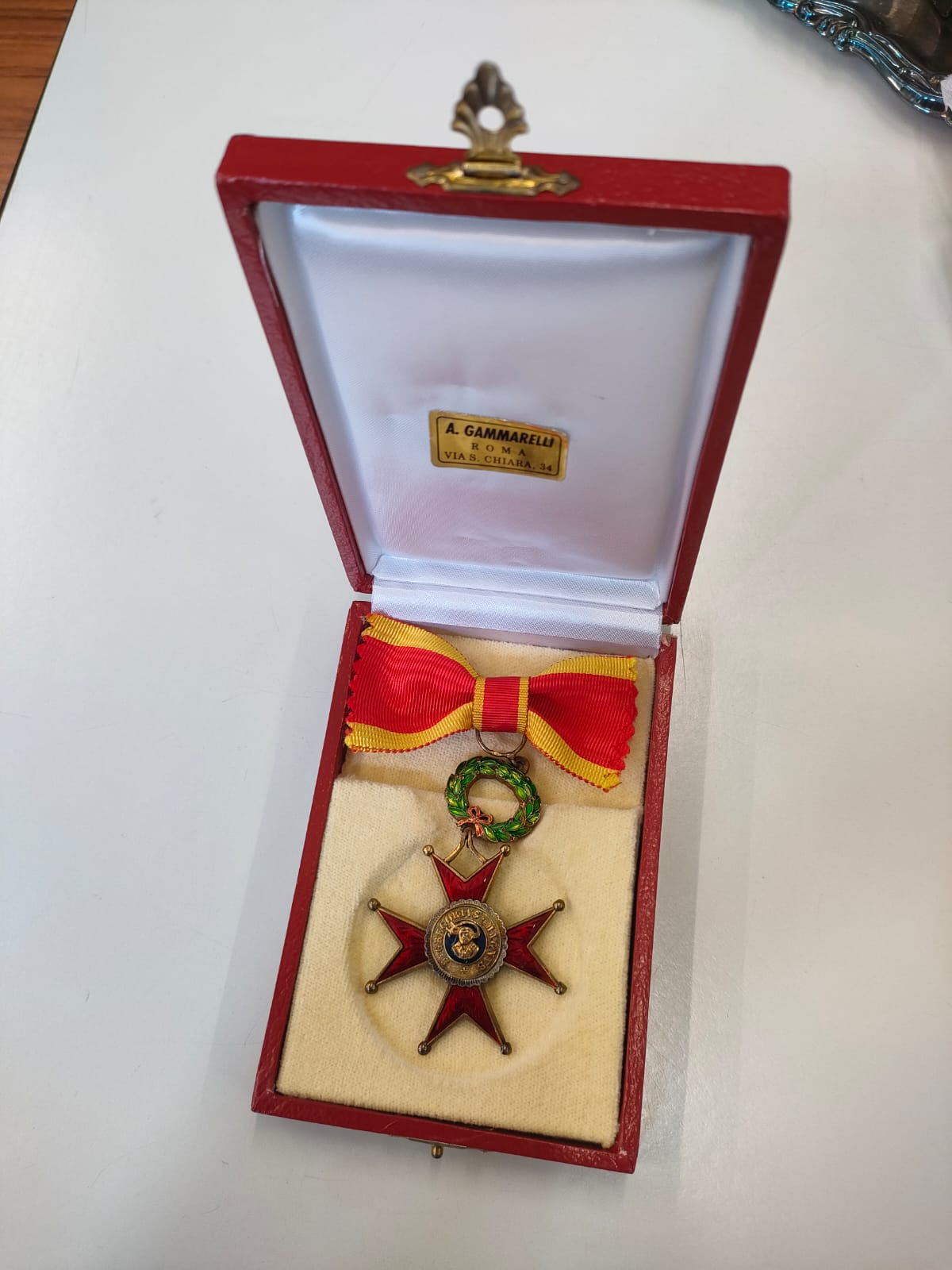
Medalla Orden San Gregorio el Magno - Fondo Micaela Portilla

## Premios y reconocimientos
- Ingreso en la Orden Civil de Alfonso X el Sabio, por el MInisterio de Educación Nacional, 1962.
- Medalla de Plata de la Asociación Española de Amigos de los Castillos, 1977.
- Académica de la Real Academia de Bellas Artes de San Fernando, 1982.
- Hija Predilecta de la Ciudad de Vitoria, 1982.[26]
- Académica correspondiente de la Real Academia de la Historia, 1988.
- Medalla de Servicios Prestados a la Universidad Complutense de Madrid, 1988.
- Hija Adoptiva del Valle de Ayala, 1988.[26]
- Medalla de Oro de Álava, 1991.[27]
- Calle "Micaela Portilla" dedicada en Vitoria, 1991.
- Premio Sabino Arana, Fundación Sabino Arana, 1991.
- Colegiada Honoraria del Colegio Oficial de Arquitectos Vasco-Navarro, 1991.
- Reconocimiento del Departamento de Cultura y Turismo del Gobierno Vasco Bere ekina eta lan emankorragatik, 1991.
- Amiga de Mérito de la Real Sociedad Bascongada de los Amigos del País, 1992.
- Primera mujer nombrada Doctora Honoris Causa por la Universidad del País Vasco / Euskal Herriko Unibertsitatea (UPV/EHU), en 1993.[28]
- Alavesa del Año, 1ª edición del Premio Alfredo Donnay, Alaveses del Año. El Correo, 1994.
- Distinción de la Sociedad Cultural Landázuri, 1995.
- Hija Adoptiva del Ayuntamiento de Kuartango, 1996.
- Alaveses del Año. El Periódico de Álava, 1997.
- Premio Cultura e Historia. El Correo, 1997.
- Dama de la Orden San Gregorio el Magno, otorgada por el Papa Juan Pablo II, 1997.
- Premio Manuel Lekuona de Eusko Ikaskuntza / Sociedad de Estudios Vascos, 1997.[29]
- Reconocimiento de los Amigos de los Caminos de Santiago en Álava, 1997.
- Escuela-taller de la localidad de Fontecha lleva su nombre, desde 1998.[30]
- Distinción Lan Onari otorgada por el Gobierno vasco en 2000 en reconocimiento a su trayectoria profesional.
- Hija Adoptiva de la Cuadrilla de Añana, 2004.
- Casa de Cultura "Micaela Portilla" del Ayuntamiento de Alegría-Dulantzi, desde 2005.
- Jornadas Congresuales. Homenaje a Micaela Portilla Vitoria. Diputación Foral de Álava, Vitoria, 2007.
- Libro Estudios de Historia del Arte en memoria de la profesora Micaela Portilla (José Javier Vélez Chaurri, Pedro Luis Echeverría Goñi y Felicitas Martínez de Salinas Ocio), Departamento de Cultura de la Diputación Foral de Álava (2009) ISBN: 9788478217182
- La Dirección para la Igualdad de la Universidad del País Vasco/ Euskal Herriko Unibertsitatea (UPV/EHU) en 2012 creó en su honor el Premio Micaela Portilla Vitoria a la Mejor Tesis sobre Estudios Feministas o de Género de la UPV/EHU.[31]
- Homenaje de la Diputación Foral de Álava con una placa conmemorativa en Fontecha. 2022.[32]
- Documental "Micaela Portilla. Templos, Torres y Caminos", dirigido por Álvaro Herrero y Juan Ibarrondo, 2022.[33]
- Ciclo homenaje en el centenario de su nacimiento en la Casa de Cultura de Vitoria, 2023.[34] [35]
- Medalla de la Real Sociedad Bascongada de Amigos del País.